# Engelsk bulldog
Engelsk bulldog er en hunderace, der stammer fra Storbritannien. Racen er en af bulldogracerne.

## Oprindelsesland & historie
Den hører til gruppen Molosser, der var hunde, der blev benyttet som vagthunde, krigshunde og kamphunde.
De har udviklet sig til andre racer som bl.a. boxer og rottweiler.
Omkring år 0 var der stor udbredelse af en hundetype, som man kaldte Brittaniens Brydere; de blev brugt i arenaen og i krig.
Kilder fra begyndelsen af 1200-tallet viser, at hunderacen blev benyttet til at jage tyre. De har også været anvendt til med kampe mod andre dyr, som bjørne, løver, aber og hunde.
Derfor avlede man det korte næseparti, så hunden kunne holde fast og trække vejret samtidigt. Desuden avlede man ekstra skind, fordi det mindskede faren ved angreb.
I 1700-tallet beskrives bulldoggen som stærk og aggressiv. Hunden havde et udtalt underbid. Kampene blev forbudt i 1835.
I dag er racen tilpasset det moderne samfund. Bulldogen er blevet mindre og tungere samt mindre udholdende. Temperamentet er fredeligt, og den anvendes nu som selskabshund.

## Fysiske kendetegn
Hannen vejer ca. 25 kg., tæven vejer ca. 22,7 kg.
Pelsen er kort, og tilladte farver er beige, rødbrun brindlet (med eller uden sort 'maske'), hvid og broget. Sort, leverfarvet og sort/brun er ikke accepteret.

## Karakter
Den engelske bulldog er velegnet som familiehund. Den er livfuld, ukompliceret og rolig. Den er godmodig og følsom, men er uforfærdet hvis situationen kræver det. Racen er meget hengiven og foretrækker at være sammen med familien. Er vagtsom, men ikke ligefrem en vagthund.
Bulldoggen er let at opdrage, men skal have en konsekvent behandling. Omgang med andre hunde er normalt uproblematisk. Den er en fremragende børnehund og er meget tolerant. Racen er ideel til mindre aktive familier, fordi den ikke har behov for lange gåture. Bulldoggen er følsom for stærk varme, hvorfor det er vigtigt med skygge.